# Sauvage innocence
Sauvage innocence je francouzský dramatický film režiséra Philippe Garrela z roku 2001. Hlavní roli mladého režiséra François Maugea v něm ztvárnil Mehdi Belhaj Kacem. Jeho přítelkyně nedávno zemřela na předávkování a on začne natáčet film zaměřený na drogy. Jeho otce zde hrál Garrelův otec Maurice Garrel. Autorem scénáře je Garrel, na dialozích s ním spolupracovali jeho dlouholetí spolupracovníci Marc Cholodenko a Arlette Langmann. Premiéru měl 6. září 2001 na Benátském filmovém festivalu. Zde se dostal do soutěže o Zlatého lva, avšak neuspěl. Byl zde však oceněn cenou FIPRESCI. Do francouzských kin byl uveden 19. prosince toho roku. Mezinárodní (anglický) název filmu byl Wild Innocence. Hudbu k filmu složil francouzský hudební skladatel Jean-Claude Vannier, který s režisérem spolupracoval i na jeho dalších filmech Pravidelní milenci (2005) a Hranice úsvitu (2008). Jako doprovod závěrečných titulků byla použita skladba „Death Camp“ od velšského hudebníka a skladatele Johna Calea, který s Garrelem v minulosti rovněž spolupracoval. Kameramanem byl Raoul Coutard, který s Garrelem rovněž v minulosti spolupracoval (jde o poslední film, na němž se za svého života podílel). Jde o poslední Garrelův film až do roku 2015, kdy byl uveden Ve stínu žen, v němž nehrál jeho syn Louis (mezitím hrál hlavní role ve čtyřech jeho filmech).

## Obsazení
| Mehdi Belhaj Kacem | François Mauge      |
| Julia Faure        | Lucie               |
| Michel Subor       | Chas                |
| Mathieu Genet      | Alex                |
| Valérie Kéruzoré   | Flora               |
| Jean Pommier       | Hutten              |
| Francine Bergé     | matka Marie-Terezie |
| Maurice Garrel     | otec Françoise      |
| Huguette Maillard  | matka Françoise     |
| Jérôme Huguet      | Augustin            |
| Manuel Flèche      | Marco               |
| Zsuzsanna Várkonyi | Zsazsa              |